# 聖何塞德阿丘阿帕

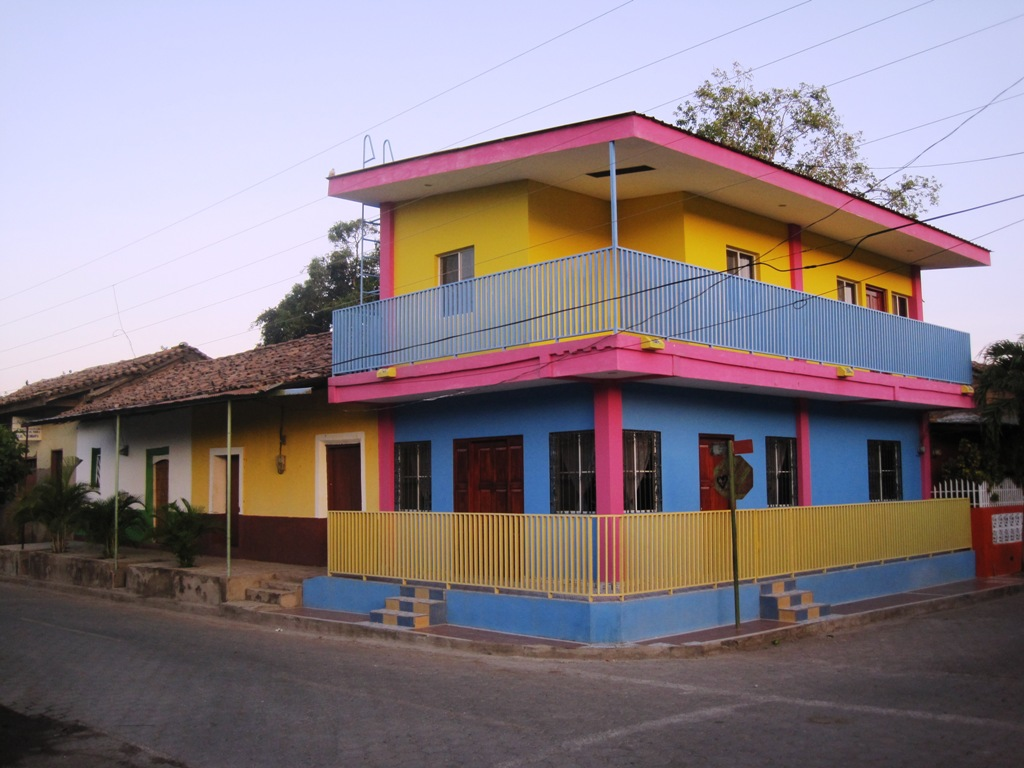
聖何塞德阿丘阿帕

聖何塞德阿丘阿帕（西班牙語：Achuapa），是尼加拉瓜的城鎮，位於該國西部，由萊昂省負責管轄，始建於1870年3月15日，面積416平方公里，海拔高度374米，2005年人口13,797，人口密度每平方公里33.17人。
13°03′N 86°35′W / 13.050°N 86.583°W